# Großsteingrab Lehmrade
Das Großsteingrab Lehmrade (auch Düwelsbackaben [„Teufelsbackofen“] genannt) war eine megalithische Grabanlage der jungsteinzeitlichen Nordgruppe der Trichterbecherkultur bei Lehmrade im Kreis Herzogtum Lauenburg in Schleswig-Holstein. Sie wurde Mitte des 19. Jahrhunderts zerstört.

## Lage
Das Grab lag südlich des Orts und östlich der Lehmrader Tannen auf einem Feld auf leicht erhöhtem Gelände.

## Forschungsgeschichte
Laut einem Bericht des Lehrers Berends aus dem Jahr 1924 soll das Grab bereits vor 1870 abgetragen worden sein. H. J. Spanuth führte 1937 am ehemaligen Standort eine Feldbegehung durch. Karl Kersten nahm die Anlage in seiner 1951 erschienenen Monografie zu den vor- und frühgeschichtlichen Denkmälern des Kreises Herzogtum Lauenburg als zerstörtes Steingrab unter der Nummer Lehmrade LA 8 auf.

## Beschreibung
Die Anlage besaß vermutlich eine rundliche Hügelschüttung. Die Grabkammer soll aus Findlingen bestanden haben, die so groß waren, dass man in das Grab hineingehen konnte. Zu den Maßen, der Orientierung und dem Typ der Kammer liegen keine Angaben vor. Spanuth fand bei seiner Untersuchung am Standort des Grabes eine rundliche, helle Bodenverfärbung vor. Dort lagen noch zahlreiche Stücke verbrannten Feuersteins und zerschlagene Granitstücke.
Kersten erwähnt mehrere große Findlinge, die in einem benachbarten Knick liegen und vielleicht ursprünglich von dem zerstörten Großsteingrab stammen. Laut dem Bericht von 1924 sollen zudem nördlich des Grabs „regelmäßig aufgesetzte Findlinge“ gefunden und für den Bau eines Hausfundaments verwendet worden sein. Es bleibt unklar, ob diese im Zusammenhang mit dem Düwelsbackaben oder einem möglichen zweiten zerstören Großsteingrab stehen.

## Sage
Laut einer Sage soll im Düwelsbackaben eine goldene Wiege gelegen haben.